# Макбул, Халид
Халид Макбул (англ. Khalid Maqbool, урду خالد مقبول‎) — пакистанский государственный и военный деятель, занимал должность губернатора Пенджаба с 29 октября 2001 по 16 мая 2008 года.

## Биография
Халид Макбул родился в 1948 года в городе Фейсалабаде, Доминион Пакистан. Закончил Кветтаский командно-штабной колледж. В мае 1966 году вступил в ряды пакистанских вооружённых сил, принимал участие в Третьей индо-пакистанской войне в составе сухопутных войск, дослужился до звания генерал-лейтенанта. С 29 октября 2001 по 16 мая 2008 года занимал должность губернатора провинции Пенджаб. 